# ジャンヌ・ダーク
『ジャンヌ・ダーク』（原題: Joan of Arc）は、1948年のアメリカ合衆国の伝記映画。
1946年にニューヨークで初演されたマクスウェル・アンダーソン原作、イングリッド・バーグマン主演の戯曲『ロレーンのジョーン』（Joan of Lorraine）に基づく映画作品であり、舞台初演に引き続いてバーグマンがジャンヌ・ダルクを演じ、ヴィクター・フレミングが監督を務めた。
テクニカラー作品として撮影されている。オリジナルは145分だが、現在は100分のカット版が流布している。
日本では1950年（昭和25年）に公開。フィルムは皇居にもわたり、昭和天皇も厚子内親王らとともに鑑賞した。

## ストーリー
イングランドとの百年戦争の最中にあった15世紀前半のフランスを舞台に、神の啓示を受けた少女ジャンヌ・ダルクが、フランスを勝利に導いてシャルル7世の戴冠に大きく貢献、国民的ヒロインとなるものの、敵軍に捕らえられた末に19歳の若さで魔女として火刑に処せられるまでが、ジャンヌの信仰心や心理的葛藤とともに描かれる。

## キャスト
| 役名                           | 俳優                         | 日本語吹替 | 日本語吹替           | 日本語吹替 |
| 役名                           | 俳優                         | NHK版      | 日本テレビ版         | PDDVD版    |
| ------------------------------ | ---------------------------- | ---------- | -------------------- | ---------- |
| ジャンヌ・ダルク               | イングリッド・バーグマン     | 藤野節子   | 宗形智子             | 日野由利加 |
| シャルル7世                    | ホセ・フェラー               | 家弓家正   | 増岡弘               | 木下浩之   |
| ラ・イル                       | ワード・ボンド               | 大宮悌二   | 大宮悌二             | 大林隆介   |
| ジャン・ド・ブロス             | ジョン・アイアランド         |            |                      |            |
| ピエール・コーション           | フランシス・L・サリヴァン    | 早野寿郎   | 宮川洋一             | 茶風林     |
| ジル・ド・レ                   | ヘンリー・ブランドン         |            |                      |            |
| ギヨーム・エラール             | ウィリアム・コンラッド       |            |                      |            |
| ジャン・ド・リュクサンブール   | J・キャロル・ナイシュ        |            |                      |            |
| 看守                           | ジェフ・コーリイ             |            |                      |            |
| デュノワ                       | リーフ・エリクソン           |            |                      | 河本邦弘   |
| ジョルジュ・ド・ラ・トレモイユ | ジーン・ロックハート         |            | 滝口順平             | 中村浩太郎 |
| アランソン公                   | ジョン・エメリー             |            |                      | 遠藤純一   |
| ジャン・ル・メートル           | セシル・ケラウェイ           |            |                      | 織間雅之   |
| ブルボン公                     | リチャード・ネイ             |            |                      |            |
| ナレーション                   | シェパード・ストラドウィック |            | 千葉耕市             |            |
|                                |                              |            |                      |            |
| 演出                           |                              |            | 本田保則             |            |
| 翻訳                           |                              |            | 古田由紀子           |            |
| 調整                           |                              |            | 近藤勝之             |            |
| 効果                           |                              |            | スリー・サウンド     |            |
| 制作                           |                              |            | コスモプロモーション |            |

- NHK版：放送日1973年7月29日 14:35-16:05『劇映画』
- 日本テレビ版：初回放送1982年9月1日『水曜ロードショー[6]』

その他声優：高橋ひろ子、片岡富枝、仲木隆司、大木民夫、加藤精三、上田敏也、有馬瑞子、嶋俊介
- PDDVD版

その他声優：原田晃、赤城進、鈴木貴征、森口芽衣、桂木黎奈

## スタッフ
- 監督：ヴィクター・フレミング
- 製作：ウォルター・ウェンジャー
- 脚本：マクスウェル・アンダーソン、アンドリュー・ソルト
- 音楽：ヒューゴー・フリードホーファー
- 撮影：ジョセフ・A・ヴァレンタイン
- 編集：フランク・サリヴァン
- 美術：リチャード・デイ
- 衣装：ハーシェル・マッコイ、ドロシー・ジーキンズ、バーバラ・カリンスカ

## アカデミー賞受賞・ノミネーション
- 受賞
  - 撮影賞（カラー）：ジョセフ・A・ヴァレンタイン、ウィリアム・V・スコール、ウィンストン・C・ホック
  - 衣装デザイン賞（カラー）：ドロシー・ジーキンス、バーバラ・カリンスカ
- ノミネーション
  - 主演女優賞：イングリッド・バーグマン
  - 助演男優賞：ホセ・フェラー
  - 美術賞（カラー）：リチャード・デイ、ケイシー・ロバーツ、ジョセフ・キッシュ
  - 編集賞：フランク・サリヴァン
  - 作曲賞：ヒューゴー・フリードホーファー